# Victor Matine
Victor José Matine (Lourenço Marques, 24 de junho de 1966) é um treinador de futebol moçambicano. Atualmente, é auxiliar-técnico da seleção nacional.

## Carreira
Entre 2013 e 2015, Victor Matine foi auxiliar-técnico do Ferroviário da Beira, exercendo a mesma função no Ferroviário de Maputo em 2016. Sua estreia como técnico foi em 2017, comandando a Universidade Pedagógica de Lichinga, e no ano seguinte exerceu a função na UP Manica, onde saiu depois de uma única partida.
Ainda em 2018, foi nomeado o novo técnico da Seleção Sub-20 (substituindo Alcides Chambal) e, paralelamente, exerceria o cargo de auxiliar de Abel Xavier no time principal de Moçambique. Com a saída do ex-lateral da Seleção Portuguesa devido ao mau desempenho, Matine foi nomeado técnico interino dos Mambas em julho de 2019 Em 2020, treinou a seleção feminina do país.